# Troche
Pour les articles homonymes, voir Troche (homonymie).
Troche (Trocha en occitan) est une commune française située dans le département de la Corrèze en région Nouvelle-Aquitaine.

## Géographie
Commune entièrement limitée à l'est et au sud-est par la Loyre, un affluent de la Vézère.

### Communes limitrophes
Les communes limitrophes sont  Beyssac, Les Trois-Saints, Lubersac, Orgnac-sur-Vézère et Vigeois.

### Climat
Pour des articles plus généraux, voir Climat de la Nouvelle-Aquitaine et Climat de la Corrèze.
Historiquement, la commune est exposée à un climat océanique aquitain.  
En 2020, Météo-France publie une typologie des climats de la France métropolitaine dans laquelle la commune est dans une zone de transition entre le climat océanique altéré et le climat de montagne et est dans la région climatique  Ouest et nord-ouest du Massif Central, caractérisée par une pluviométrie annuelle de 900 à 1 500 mm, maximale en automne et en hiver.
Pour la période 1971-2000, la température annuelle moyenne est de 11,4 °C, avec  une amplitude thermique annuelle de 14,9 °C. Le cumul annuel moyen de précipitations est de 1 091 mm, avec 12,5 jours de précipitations en janvier et 7,7 jours en juillet. Pour la période 1991-2020, la température moyenne annuelle observée sur la station météorologique la plus proche, située sur la commune de Lubersac à 7 km à vol d'oiseau, est de 11,7 °C et le cumul annuel moyen de précipitations est de 1 130,6 mm,. Pour l'avenir, les paramètres climatiques de la commune estimés pour 2050 selon différents scénarios d’émission de gaz à effet de serre sont consultables sur un site dédié publié par Météo-France en novembre 2022.

## Urbanisme

### Typologie
Au 1er janvier 2024, Troche est catégorisée commune rurale à habitat très dispersé, selon la nouvelle grille communale de densité à 7 niveaux définie par l'Insee en 2022.
Elle est située hors unité urbaine et hors attraction des villes,.

### Occupation des sols
L'occupation des sols de la commune, telle qu'elle ressort de la base de données européenne d’occupation biophysique des sols Corine Land Cover (CLC), est marquée par l'importance des territoires agricoles (82,8 % en 2018), une proportion sensiblement équivalente à celle de 1990 (82,4 %). La répartition détaillée en 2018 est la suivante : 
zones agricoles hétérogènes (52,9 %), prairies (22,2 %), forêts (15,6 %), cultures permanentes (6,3 %), zones urbanisées (1,6 %), terres arables (1,3 %).
L'évolution de l’occupation des sols de la commune et de ses infrastructures peut être observée sur les différentes représentations cartographiques du territoire : la carte de Cassini (XVIIIe siècle), la carte d'état-major (1820-1866) et les cartes ou photos aériennes de l'IGN pour la période actuelle (1950 à aujourd'hui).

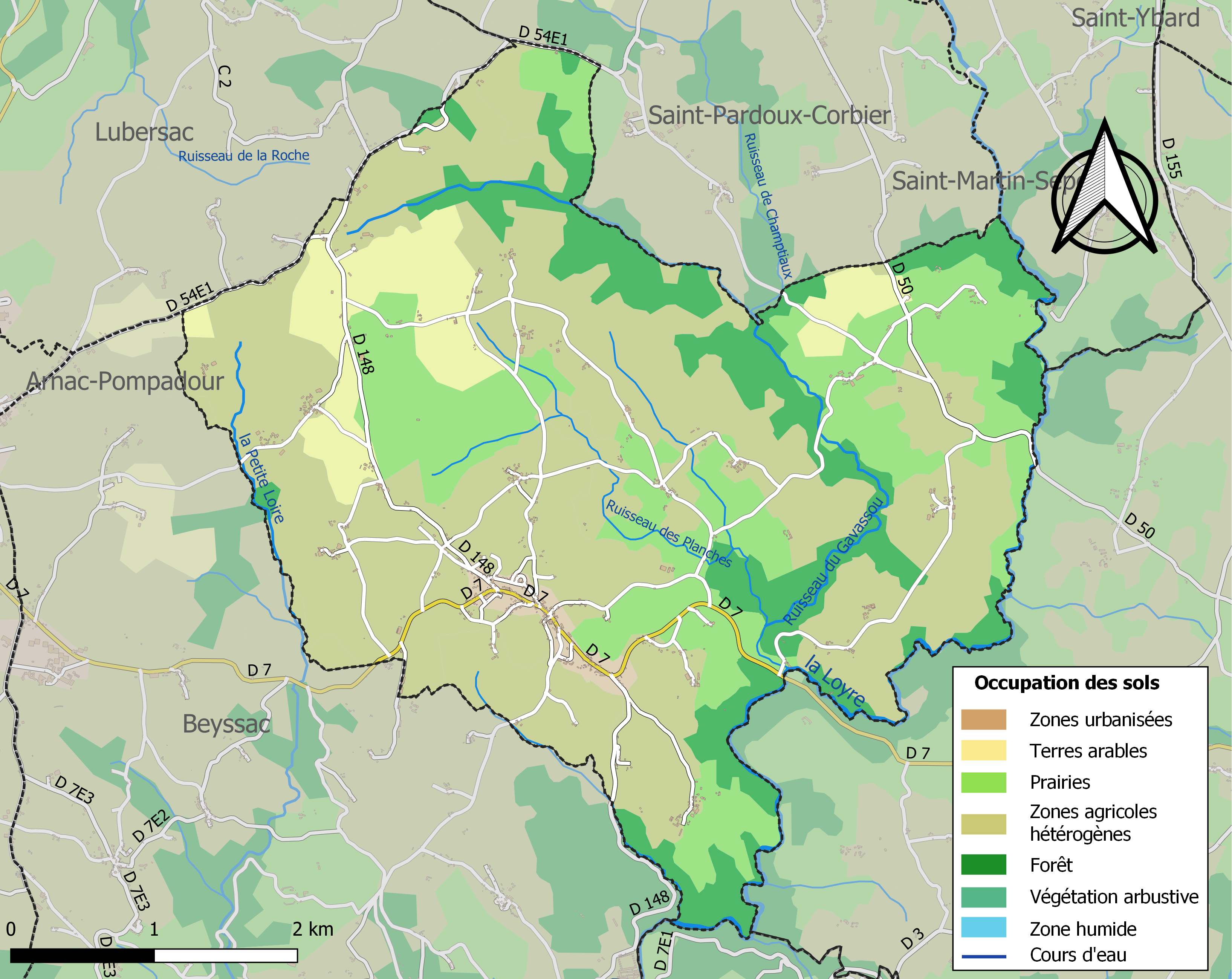
Carte des infrastructures et de l'occupation des sols de la commune en 2018 (CLC).

### Risques majeurs
Le territoire de la commune de Troche est vulnérable à différents aléas naturels : météorologiques (tempête, orage, neige, grand froid, canicule ou sécheresse), feux de forêts et séisme (sismicité très faible). Un site publié par le BRGM permet d'évaluer simplement et rapidement les risques d'un bien localisé soit par son adresse soit par le numéro de sa parcelle.

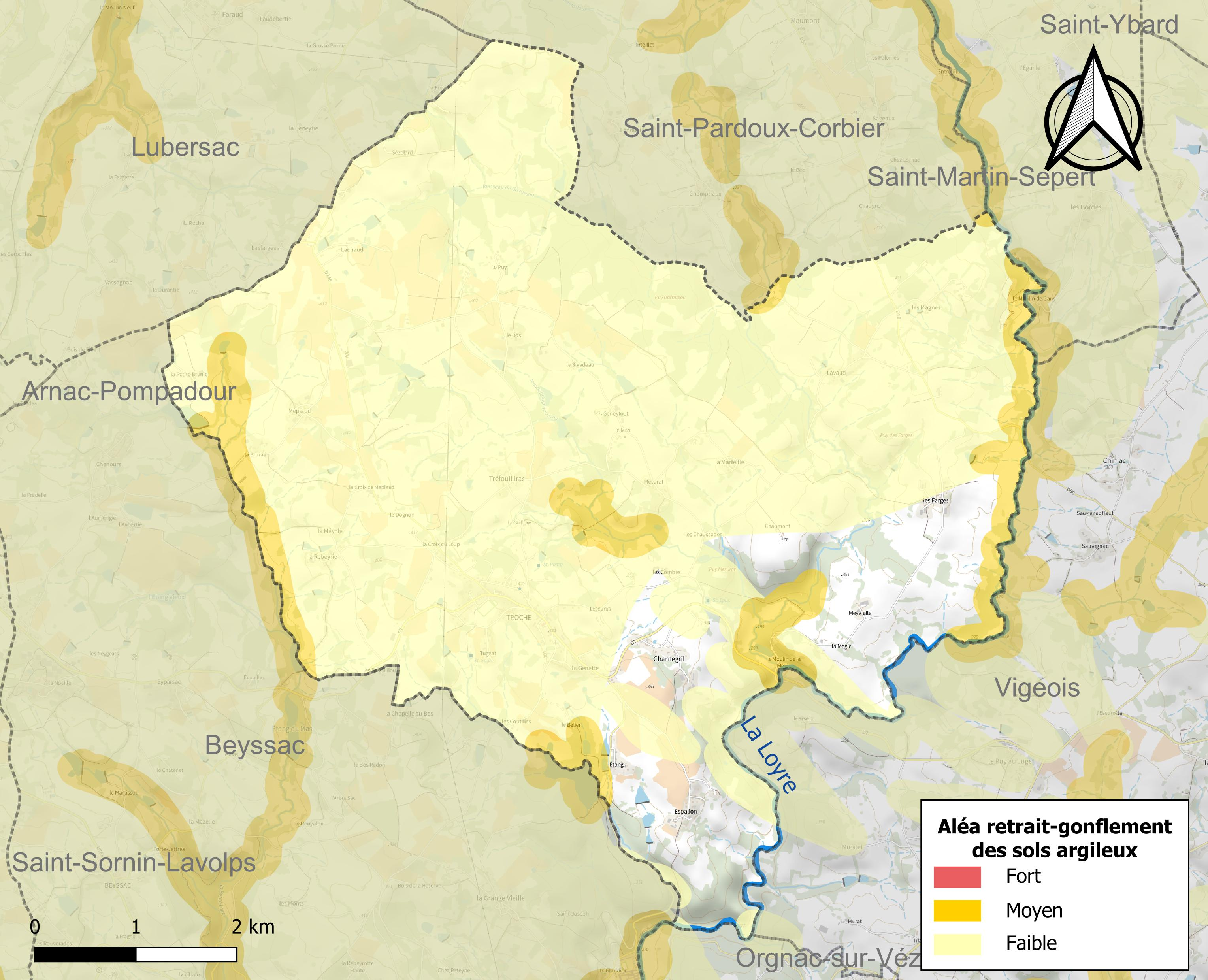
Carte des zones d'aléa retrait-gonflement des sols argileux de Troche.

Le retrait-gonflement des sols argileux est susceptible d'engendrer des dommages importants aux bâtiments en cas d’alternance de périodes de sécheresse et de pluie. 8,5 % de la superficie communale est en aléa moyen ou fort (26,8 % au niveau départemental et 48,5 % au niveau national). Sur les 326 bâtiments dénombrés sur la commune en 2019, cinq sont en aléa moyen ou fort, soit 2 %, à comparer aux 36 % au niveau départemental et 54 % au niveau national. Une cartographie de l'exposition du territoire national au retrait gonflement des sols argileux est disponible sur le site du BRGM,.
Concernant les feux de forêt, aucun plan de prévention des risques incendie de forêt (PPRIF) n’a été établi en Corrèze, néanmoins le code de l’urbanisme impose la prise en compte des risques dans les documents d’urbanisme. Le périmètre des servitudes d'utilité publique et des zones d'obligation légale de débroussaillement pour les particuliers est quant à lui défini pour la commune dans une carte dédiée. 

## Politique et administration
La conseillère générale du Canton de Vigeois est Régine Delord (PCF).

## Démographie
| 1793  | 1800  | 1806 | 1821  | 1831  | 1836  | 1841  | 1846  | 1851  |
| ----- | ----- | ---- | ----- | ----- | ----- | ----- | ----- | ----- |
| 1 207 | 1 035 | 969  | 1 140 | 1 139 | 1 173 | 1 205 | 1 207 | 1 215 |

| 1856  | 1861  | 1866  | 1872  | 1876  | 1881  | 1886  | 1891  | 1896  |
| ----- | ----- | ----- | ----- | ----- | ----- | ----- | ----- | ----- |
| 1 194 | 1 184 | 1 207 | 1 104 | 1 170 | 1 268 | 1 334 | 1 336 | 1 129 |

| 1901  | 1906  | 1911  | 1921 | 1926 | 1931 | 1936 | 1946 | 1954 |
| ----- | ----- | ----- | ---- | ---- | ---- | ---- | ---- | ---- |
| 1 122 | 1 145 | 1 083 | 928  | 855  | 826  | 827  | 754  | 744  |

| 1962 | 1968 | 1975 | 1982 | 1990 | 1999 | 2004 | 2006 | 2009 |
| ---- | ---- | ---- | ---- | ---- | ---- | ---- | ---- | ---- |
| 734  | 683  | 629  | 558  | 528  | 486  | 504  | 504  | 537  |

| 2014 | 2019 | 2022 | - | - | - | - | - | - |
| ---- | ---- | ---- | - | - | - | - | - | - |
| 559  | 551  | 541  | - | - | - | - | - | - |

## Personnalités liées à la commune
- Marcel Prodel[24] (né à Uzerche le 19 septembre 1914, décédé à Saint-Yrieix-la-Perche le 6 janvier 2006). Ingénieur École centrale Paris (promotion 1937), diplômé de SUPELEC (promotion 1938). Cofondateur à Troche après son retour de captivité jusqu'en 1950 de la société PECECO (PRODEL CHAMBRETTE & Cie) petite entreprise de menuiserie, de meubles pour camps de réfugiés en France, puis de fabrique de ruches et de matériel apicole. Cofondateur le 25 octobre 1955 de la société SICAME SA[25] à Pompadour. Décorations : chevalier dans l'ordre National de la Légion d'honneur[26] Chevalier dans l'ordre National du Mérite[27]. Croix de guerre 1939-1945 Étoile de bronze[28] Médaille d'Honneur du Travail (Grand Or)[29] pour 46 années de services professionnels. Le 23 septembre 2015, la rue des Combelles à Pompadour située devant l'entrée principale de la société SICAME est rebaptisée "Rue Marcel-PRODEL 1914 - 2006".

## Héraldique
| Blason de Troche | Blason  | Écartelé : aux 1er et 4e d'azur à trois tours d'argent maçonnées de sable, aux 2e et 3e burelés d'argent et d'azur de douze pièces, au lion de gueules brochant. |
| Blason de Troche | Détails | Le statut officiel du blason reste à déterminer. |

## Lieux et monuments

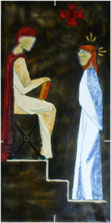
Chemin de croix de l'église de Troche.

- Chemin de croix de l'église de Troche.Église Notre-Dame de Troche. Connue comme paroissiale depuis le XIe siècle dans une donation faite en 1020 par le vicomte Ebles de Comborn aux moines de Tulle situées sur la paroisse de "Crossia" ou "Trossia"[30]. Sous l'initiative d'un paroissien, l'église a été profondément restauré au cours des années 1960. Le baptistère, puis le chœur avec la mise en place d'une pierre d'autel trouvée renversée sous le plancher à demi pourri, la réouverture de verrières jadis murées, et la restauration d'un christ en bois trouvé par hasard dans les combles et, provenant de l'ancienne chapelle du village de Chaumont (commune de Troche) qui fut autrefois une commanderie de l'Ordre des templiers. Tous les vitraux d'origine sans valeur artistique ont été remplacés par des vitraux véritables réalisés par l'Atelier du Vitrail de Limoges, association d'artistes et artisans héritiers du maître verrier Chigot. L'église comporte un chemin de croix en céramique émaillée, réalisé par une artiste bretonne, Viviane Maillen..Vitraux de l'église de Troche.Vitrail du chœur de l'église.

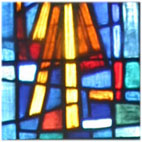
Vitraux de l'église de Troche.

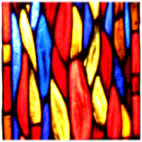
Vitrail du chœur de l'église.

- Troche est appelé dans le canton "Troche-les-Couades". La couade est une sorte de grosse cuillère en bois, dont le manche est creux et percé aux extrémités : en plongeant la couade dans un seau et en la posant à plat sur ce seau, l'eau s'écoule doucement par le manche, permettant de se laver ou de laver des aliments, des objets, avec un minimum d'eau. Cet objet était courant au début du XXe siècle.